# Borne-fontaine

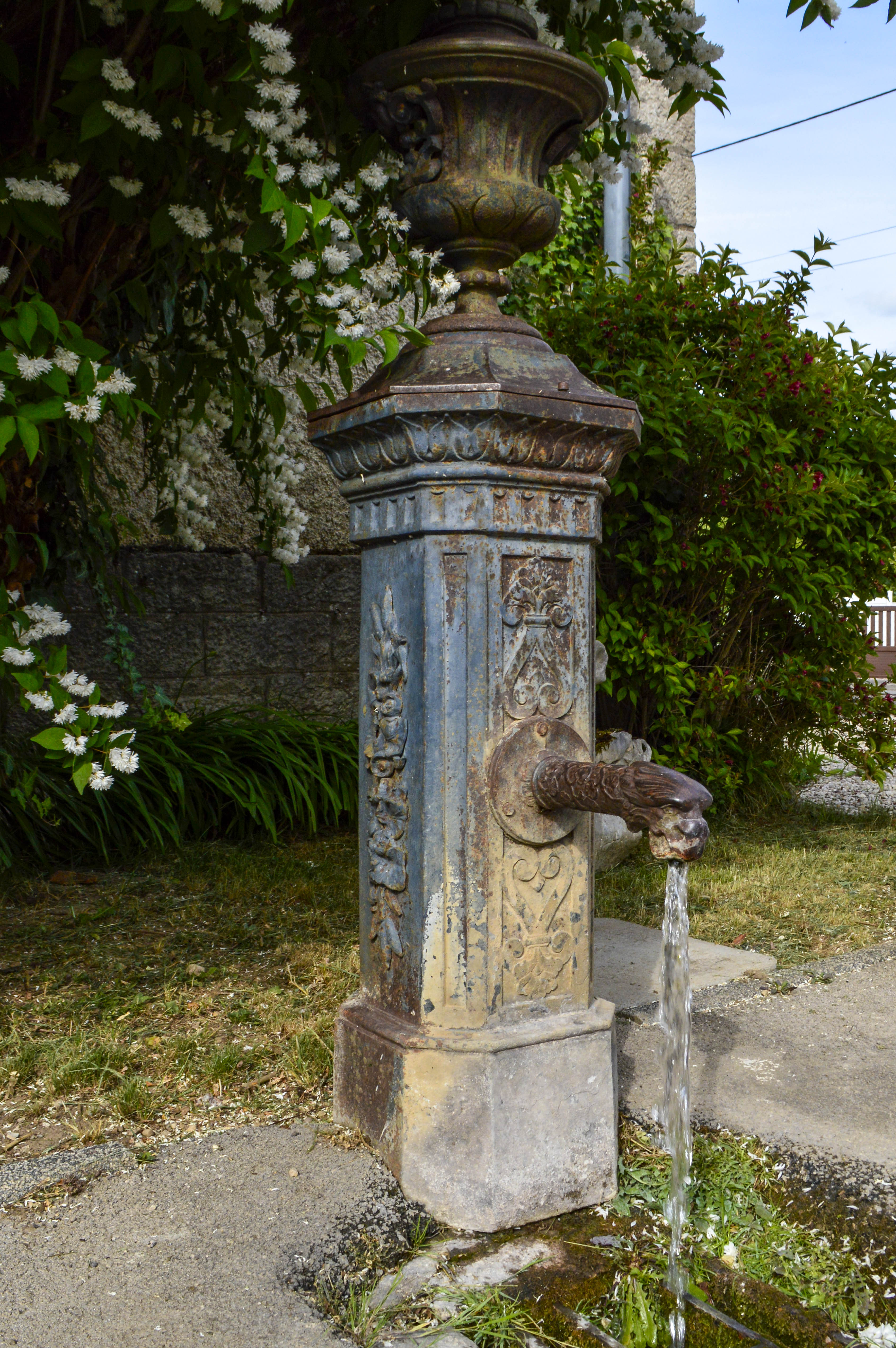
Borne-fontaine à Geneuille en France.

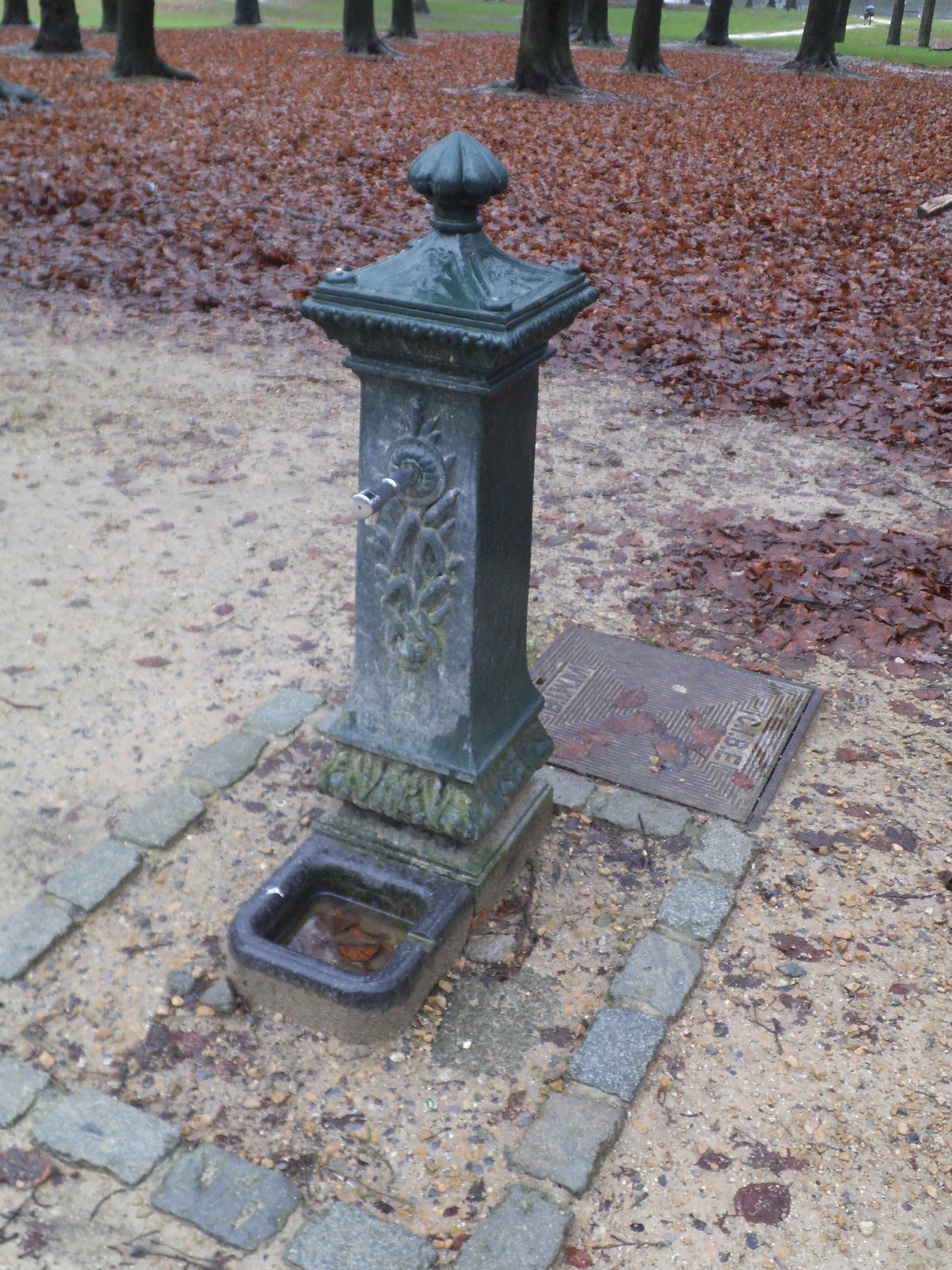
Borne-fontaine du carrefour des Attelages au bois de la Cambre, à Bruxelles en Belgique.

Une borne-fontaine est un équipement public et collectif qui fournit de l'eau à un village ou un quartier dans les endroits dont les habitations n'ont pas de connexion directe à l'eau. Au Québec, il a un sens particulier qui correspond à l'hydrant.

## Dans les pays en voie de développement
Dans l'ensemble des pays de l'Afrique,, ainsi que dans plusieurs régions des Caraïbes, et certaines régions du Sud-Est asiatique, des bornes-fontaines voient le jour. Elles sont dans toutes ces régions des ouvrages prioritaires et stratégiques pour un accès à l'ensemble des populations locales à une eau potable de qualité, pour de nombreux organismes internationaux, tels que la Banque mondiale, l'ONU, la FAO, et pour les gouvernements nationaux.

### Modèle économique
Il existe plusieurs modèles économiques pour assurer la viabilité de cet ouvrage collectif. La solution la plus courante, en Afrique, est le paiement de l'eau au litre à un gardien, qui est également chargé de l'entretien, de la maintenance ainsi que des heures d'ouverture afin d'éviter le vol d'eau.
Au Maroc par exemple, un système innovant a été mis en place à partir de 2009, basé sur le prépaiement, qui devrait permettre d'assurer une plus grande pérennité de l'ouvrage,.  

## Dans les pays développés

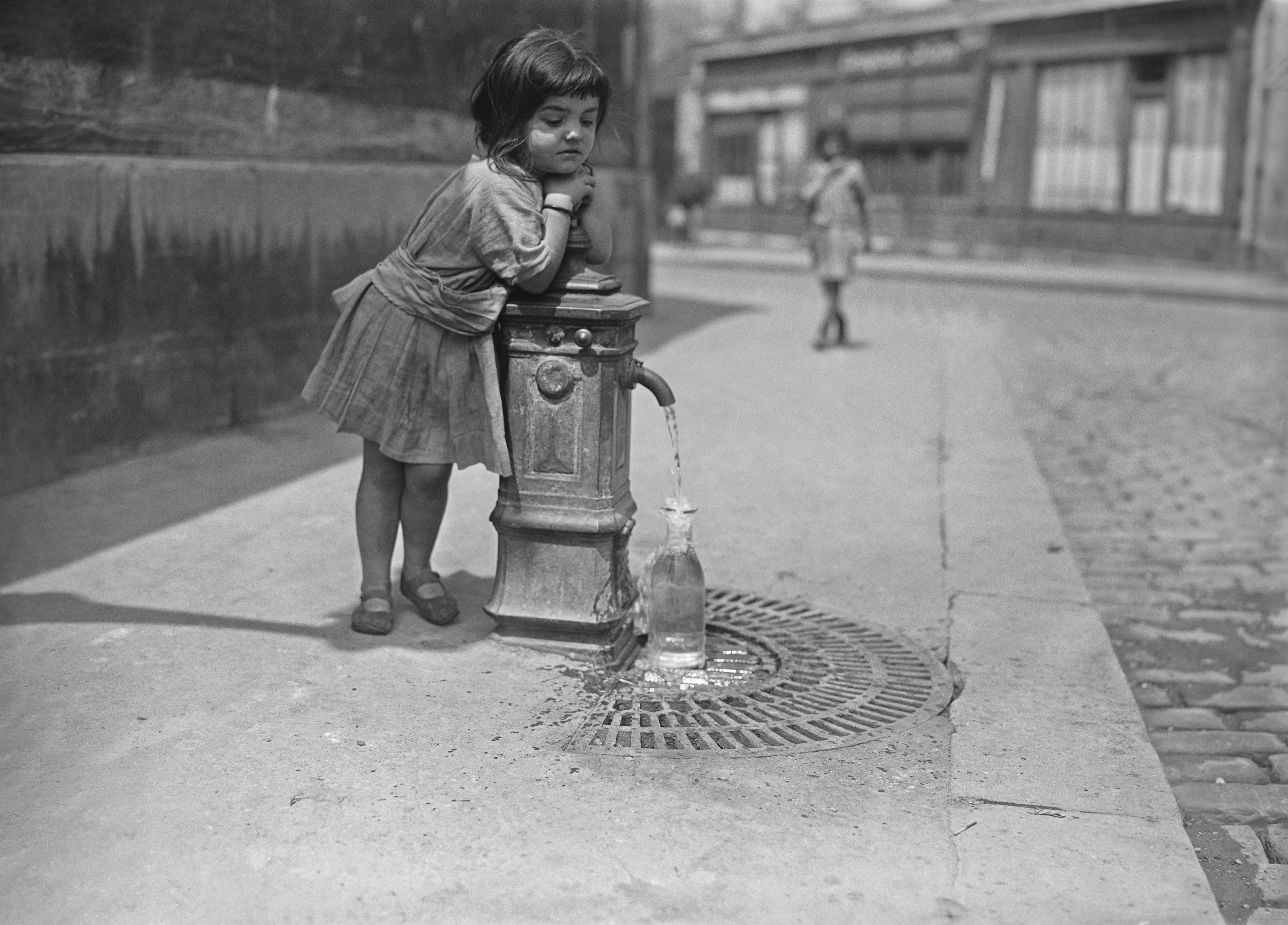
Fillette prenant de l'eau à une borne-fontaine, à Paris en juillet 1921.

De même, dans les pays aujourd'hui économiquement les plus développés, de nombreuses bornes-fontaines ont vu le jour, notamment au XIXe siècle et au début du XXe siècle, lorsque l'eau potable n'arrivait pas encore directement dans chaque foyer. La plupart de ces anciens ouvrages ont été supprimés depuis mais, dans certains villages et villes, ils ont été maintenus voire parfois rénovés, devenant aujourd'hui des ouvrages du patrimoine historique tel que par exemple les bornes-fontaines Bayard dans la ville de Lyon.

## Au Québec
Au Québec exclusivement, le mot borne-fontaine désigne l'équivalent de ce que l'on appelle borne d'incendie en France ou hydrant en Belgique et en Suisse.